# Diernæs Kirke
Diernæs Kirke ligger i landsbyen Diernæs ca. 4 km Ø for Faaborg (Region Syddanmark).

## Eksterne kilder og henvisninger
- Diernæs Kirke på KortTilKirken.dk
- Diernæs Kirke på danmarkskirker.natmus.dk (Danmarks Kirker, Nationalmuseet)
- Diernæs Kirke Arkiveret 31. januar 2011 hos  Wayback Machine på nordenskirker.dk

- Wikimedia Commons har flere filer relateret til Diernæs Kirke